# 相知炭坑駅
相知炭坑駅（おうちたんこうえき）は、かつて佐賀県東松浦郡相知町（現・唐津市）相知にあった、日本国有鉄道（国鉄）唐津線の貨物駅（廃駅）である。貨物支線の廃線に伴い、1978年（昭和53年）10月1日に廃駅となった。

## 歴史

### 年表
- 1905年（明治38年）10月22日：九州鉄道により相知駅（おうちえき）として開業[1]。本線上の相知駅とは別駅。
- 1907年（明治40年）7月1日：九州鉄道国有化[1]。
- 1909年（明治42年）1月1日：相知炭坑駅に改称[1]。
- 1978年（昭和53年）10月1日：貨物支線の廃線に伴い廃止[1]。

### 略史
相知炭鉱の石炭輸送のために開設された。『相知町史』に掲載されている1923年（大正12年）ごろの旧三菱相知炭鉱の略図には、駅に隣接した選炭場や積込場、また周辺には事務所、坑口、社宅などの炭鉱施設と炭鉱住宅、商店街などが描かれている。しかし、炭鉱閉山のため駅は1933年（昭和8年）に休止となる。
跡地には酒精工場である大蔵省専売局相知工場ができ1939年（昭和14年）10月に操業開始、これに伴い駅も再開した。1957年（昭和32年）6月には協和発酵工業相知工場となったが、1969年（昭和44年）11月に工場は閉鎖され、駅も1970年（昭和45年）に休止となり、後に廃止に至った。

## 隣の駅
日本国有鉄道
唐津線（貨物支線）
山本駅 - （中相知信号場） - 相知炭坑駅